# Allan McNish
Allan McNish (* 29. Dezember 1969 in Dumfries, Schottland) ist ein ehemaliger britischer Automobilrennfahrer.

## Formel-Sport
McNish begann seine Karriere im Kartsport. Über die Formel Ford und die Formel 3 kam er in die Formel 3000. Hier fuhr er für die Teams DAMS (1990 und 1991), 3001 International (1992), Vortex (1994) und Paul Stewart Racing, den Vorgänger des Formel-1-Teams Stewart Grand Prix (1995). In seiner ersten Formel-3000-Saison erzielte McNish die besten Ergebnisse: Er erreichte zwei Siege und beendete die Saison auf Platz 4 der Fahrerwertung.
Parallel zu seinen Formel-3000-Einsätzen arbeitete McNish über eine längere Zeit auch als Testfahrer für verschiedene Formel-1-Teams. Zu ihnen gehörten McLaren (1990 bis 1992), Benetton (1993, 1994 und 1996), Lola (1995) und Toyota (2001). Als Toyota Racing als Werksteam in die Formel 1 einstieg, nahm er in der Saison 2002 ein Jahr lang mit dem TF102 an der Formel-1-Weltmeisterschaft teil.

## Langstreckenrennen
Seine größten Erfolge feierte McNish jedoch in anderen Rennserien. Im Jahre 1998 gewann er das 24-Stunden-Rennen von Le Mans und 2004 das 12-Stunden-Rennen von Sebring. 2004 siegte er mit Pierre Kaffer im 1000-km-Rennen auf dem Nürburgring. 2005 war er für Audi in der DTM tätig.
2006 gewann er das 12-Stunden-Rennen von Sebring zum zweiten Mal und belegte in Le Mans einen dritten Platz. 2008 gelang ihm ein weiterer Erfolg: Mit Tom Kristensen und Rinaldo Capello gewann er auf einem Audi R10 TDI zum zweiten Mal das 24-Stunden-Rennen von Le Mans. 2009 konnte McNish mit Kristensen und Capello im Audi R15 TDI bei dessen ersten Renneinsatz seinen dritten Sieg beim 12-Stunden-Rennen von Sebring einfahren.
Während des 24-Stunden-Rennen in Le Mans 2011 war er in einen schweren Unfall verwickelt, blieb dabei aber unverletzt. 2012 beendete der das Rennen – wieder gemeinsam mit Kristensen und Capello – an der zweiten Stelle der Gesamtwertung.
Beim 24-Stunden-Rennen von Le Mans 2013 feierte McNish gemeinsam mit Tom Kristensen und dem Franzosen Loïc Duval seinen insgesamt dritten Sieg beim Langstreckenklassiker.
Zum Ende der Motorsport-Saison 2013 beendete McNish seine sportliche Karriere. Nach dem Ende seiner Karriere als Rennfahrer blieb McNish dem Motorsport im Hause Audi weiter verbunden.

## FIA-Formel-E-Meisterschaft
Mit dem Ende des Engagement von Audi in der FIA-Langstrecken-Weltmeisterschaft erfolgte der werksseitige Einstieg in die FIA-Formel-E-Meisterschaft. McNish wurde ab der Saison 2017/18 Teamchef des Teams Audi Sport ABT Schaeffler.

## Statistik

### Statistik in der Formel-1-Weltmeisterschaft

#### Gesamtübersicht
| Saison | Team                    | Chassis      | Motor          | Rennen | Siege | Zweiter | Dritter | Poles | schn. Rennrunden | Punkte | WM-Pos. |
| ------ | ----------------------- | ------------ | -------------- | ------ | ----- | ------- | ------- | ----- | ---------------- | ------ | ------- |
| 2002   | Panasonic Toyota Racing | Toyota TF102 | Toyota 3.0 V10 | 16     | –     | –       | –       | –     | –                | –      | 19.     |
| Gesamt | Gesamt                  | Gesamt       | Gesamt         | 16     | –     | –       | –       | –     | –                | –      |         |

#### Einzelergebnisse
| Saison | 1 | 2   | 3   | 4 | 5 | 6   | 7   | 8  | 9   | 10 | 11  | 12 | 13 | 14  | 15 | 16  | 17 |
| ------ | - | --- | --- | - | - | --- | --- | -- | --- | -- | --- | -- | -- | --- | -- | --- | -- |
| 2002   |   |     |     |   |   |     |     |    |     |    |     |    |    |     |    |     |    |
| DNF    | 7 | DNF | DNF | 8 | 9 | DNF | DNF | 14 | DNF | 11 | DNF | 14 | 9  | DNF | 15 | DNS |    |

| Legende  | Legende            | Legende                                                          |
| Farbe    | Abkürzung          | Bedeutung                                                        |
| -------- | ------------------ | ---------------------------------------------------------------- |
| Gold     | –                  | Sieg                                                             |
| Silber   | –                  | 2. Platz                                                         |
| Bronze   | –                  | 3. Platz                                                         |
| Grün     | –                  | Platzierung in den Punkten                                       |
| Blau     | –                  | Klassifiziert außerhalb der Punkteränge                          |
| Violett  | DNF                | Rennen nicht beendet (did not finish)                            |
| Violett  | NC                 | nicht klassifiziert (not classified)                             |
| Rot      | DNQ                | nicht qualifiziert (did not qualify)                             |
| Rot      | DNPQ               | in Vorqualifikation gescheitert (did not pre-qualify)            |
| Schwarz  | DSQ                | disqualifiziert (disqualified)                                   |
| Weiß     | DNS                | nicht am Start (did not start)                                   |
| Weiß     | WD                 | zurückgezogen (withdrawn)                                        |
| Hellblau | PO                 | nur am Training teilgenommen (practiced only)                    |
| Hellblau | TD                 | Freitags-Testfahrer (test driver)                                |
| ohne     | DNP                | nicht am Training teilgenommen (did not practice)                |
| ohne     | INJ                | verletzt oder krank (injured)                                    |
| ohne     | EX                 | ausgeschlossen (excluded)                                        |
| ohne     | DNA                | nicht erschienen (did not arrive)                                |
| ohne     | C                  | Rennen abgesagt (cancelled)                                      |
| ohne     | keine WM-Teilnahme |                                                                  |
| sonstige | P/fett             | Pole-Position                                                    |
| sonstige | 1/2/3/4/5/6/7/8    | Punktplatzierung im Sprint-/Qualifikationsrennen                 |
| sonstige | SR/kursiv          | Schnellste Rennrunde                                             |
| sonstige | *                  | nicht im Ziel, aufgrund der zurückgelegten Distanz aber gewertet |
| sonstige | ()                 | Streichresultate                                                 |
| sonstige | unterstrichen      | Führender in der Gesamtwertung                                   |

### Le-Mans-Ergebnisse
| Jahr | Team                      | Fahrzeug                | Teamkollege      | Teamkollege     | Platzierung | Ausfallgrund |
| ---- | ------------------------- | ----------------------- | ---------------- | --------------- | ----------- | ------------ |
| 1997 | Roock Racing              | Porsche 911 GT1         | Stéphane Ortelli | Karl Wendlinger | Ausfall     | Unfall       |
| 1998 | Porsche AG                | Porsche 911 GT1         | Stéphane Ortelli | Laurent Aïello  | Gesamtsieg  |              |
| 1999 | Toyota Motorsports        | Toyota GT-One           | Thierry Boutsen  | Ralf Kelleners  | Ausfall     | Unfall       |
| 2000 | Audi Sport Team Joest     | Audi R8                 | Stéphane Ortelli | Laurent Aïello  | Rang 2      |              |
| 2004 | Audi Sport Uk Team Veloqx | Audi R8                 | Frank Biela      | Pierre Kaffer   | Rang 5      |              |
| 2005 | ADT Champion Racing       | Audi R8                 | Frank Biela      | Emanuele Pirro  | Rang 3      |              |
| 2006 | Audi Sport Team Joest     | Audi R10 TDI            | Tom Kristensen   | Rinaldo Capello | Rang 3      |              |
| 2007 | Audi Sport North America  | Audi R10 TDI            | Tom Kristensen   | Rinaldo Capello | Ausfall     | Unfall       |
| 2008 | Audi Sport North America  | Audi R10 TDI            | Tom Kristensen   | Rinaldo Capello | Gesamtsieg  |              |
| 2009 | Audi Sport Team Joest     | Audi R15 TDI            | Tom Kristensen   | Rinaldo Capello | Rang 3      |              |
| 2010 | Audi Sport Team Joest     | Audi R15 TDI            | Tom Kristensen   | Rinaldo Capello | Rang 3      |              |
| 2011 | Audi Sport North America  | Audi R18                | Tom Kristensen   | Rinaldo Capello | Ausfall     | Unfall       |
| 2012 | Audi Sport Team Joest     | Audi R18 e-tron quattro | Tom Kristensen   | Rinaldo Capello | Rang 2      |              |
| 2013 | Audi Sport Team Joest     | Audi R18 e-tron quattro | Tom Kristensen   | Loïc Duval      | Gesamtsieg  |              |

### Sebring-Ergebnisse
| Jahr | Team                      | Fahrzeug                | Teamkollege     | Teamkollege      | Platzierung | Ausfallgrund |
| ---- | ------------------------- | ----------------------- | --------------- | ---------------- | ----------- | ------------ |
| 2000 | Audi Sport North America  | Audi R8                 | Rinaldo Capello | Michele Alboreto | Rang 2      |              |
| 2004 | Audi Sport UK Team Veloqx | Audi R8                 | Frank Biela     | Pierre Kaffer    | Gesamtsieg  |              |
| 2005 | ADT Champion Racing       | Audi R8                 | Frank Biela     | Emanuele Pirro   | Rang 2      |              |
| 2006 | Audi Sport Team Joest     | Audi R10                | Rinaldo Capello | Tom Kristensen   | Gesamtsieg  |              |
| 2007 | Audi Sport North America  | Audi R10                | Rinaldo Capello | Tom Kristensen   | Rang 4      |              |
| 2008 | Audi Sport North America  | Audi R10                | Rinaldo Capello | Tom Kristensen   | Rang 3      |              |
| 2009 | Audi Sport Team Joest     | Audi R15 TDI            | Rinaldo Capello | Tom Kristensen   | Gesamtsieg  |              |
| 2011 | Audi Sport Team Joest     | Audi R15 TDI plus       | Rinaldo Capello | Tom Kristensen   | Rang 4      |              |
| 2012 | Audi Sport Team Joest     | Audi R18 TDI            | Rinaldo Capello | Tom Kristensen   | Gesamtsieg  |              |
| 2013 | Audi Sport Team Joest     | Audi R18 e-tron quattro | Lucas di Grassi | Tom Kristensen   | Rang 2      |              |

### Einzelergebnisse in der FIA-Langstrecken-Weltmeisterschaft
| Saison | Team            | Rennwagen | 1   | 2   | 3   | 4   | 5   | 6   | 7   | 8   |
| ------ | --------------- | --------- | --- | --- | --- | --- | --- | --- | --- | --- |
| 2012   | Audi Team Joest | Audi R18  | SEB | SPA | LEM | SIL | SAO | BAH | FUJ | SHA |
| 2012   | Audi Team Joest | Audi R18  | 1   | 4   | 2   | 3   | 3   | 2   | 3   | 2   |
| 2013   | Audi Team Joest | Audi R18  | SIL | SPA | LEM | SAO | AUS | FUJ | SHA | BAH |
| 2013   | Audi Team Joest | Audi R18  | 1   | 2   | 1   | 2   | 1   | 2   | 3   | DNF |